# Hodina pravdy
Hodina pravdy (magyarul: Az igazság órája) az Elán együttes tizedik nagylemeze 1997-ből, amely Szlovákiában jelent meg.

## Dalok
1. Hodina pravdy (Patejdl) – 3:01
2. Láska je film (Jursa) – 5:28
3. Odkazovač (Horňák – Soviar) – 4:01
4. Hey, hey zlato (Ráž) – 4:26
5. Prvý na rane (Ráž – Soviar, Ráž) – 3:54
6. Odpusť mi láska (Ráž) – 3:54
7. 10 dkg tresky (Kolenič) – 3:57
8. Ako jed (Patejdl – Jurika) – 3:57
9. Zaľúbil sa chlapec (Baláž – Filan) – 4:11
10. Anna Mária (Baláž – Peteraj) – 3:12
11. Keď muži plačú (Jursa – Ráž, Jursa) – 3:55
12. Modlivka nábožná (Baláž – Peteraj) – 6:45
13. Epilóg (Ráž – Válek) – 2:00

## Az együttes tagjai
- Jožo Ráž – basszusgitár, ének
- Jano Baláž – gitár, ének
- Václav Patejdl – billentyűs hangszerek, ének
- Farnbauer Péter – gitár, billentyűs hangszerek
- Ľubomír Horňák – billentyűs hangszerek
- Juraj Kuchárek – dobok